# Апарат Прем'єр-міністра України
Апарат Прем'єр-міністра України, також патронатна служба Прем'єр-міністра України  — структурний підрозділ Секретаріату Кабінету Міністрів України.

## Керівник апарату
Керівник апарату призначається на посаду і звільняється з посади Кабінетом Міністрів України за поданням Прем'єр-міністра України.
Розпорядженням Кабінету Міністрів України від 11 березня 2010 р. N 391-р керівником Апарату Прем'єр-міністра України був призначений Кушніренко Олександр Миколайович. Кушніренко очолював секретаріат комітету Верховної Ради з питань фінансів і банківської діяльності, головою якого був Азаров. За часів роботи Азарова першим віце-прем'єром Кушніренко був заступником керівника служби першого віце-прем'єра.
Керівник служби Азарова за часів його попередньої роботи в уряді Григорій Пивоваров досягнув пенсійного віку.
Кушніренко Олександр Миколайович звільнений за власним бажанням з посади керівника Апарату Прем'єр-міністра України. Відповідна заява була подана до секретаріату Кабінету Міністрів України.
З 1 березня 2014 року керівником Апарату була Войцеховська Світлана Михайлівна, що пробула на посаді до 12 листопада 2014 року та була звільнена з посади, у зв'язку з обранням її народним депутатом України. 
Наступним керівником Апарату був призначений Заяць Андрій Іванович, який був звільнений від своїх обов'язків 30 липня 2015 року, у зв'язку з переходом на іншу роботу. 

### Чинний керівник апарату
Наразі керівником апарату є Іванченко Ганна Володимирівна.

## Функції
Апарат Прем'єр-міністра України, зокрема:
1. здійснює інформаційне забезпечення діяльності Прем'єр-міністра України, опрацьовує кореспонденцію, що надходить на ім'я Прем'єр-міністра України, та готує в установленому порядку за результатами її розгляду доручення, листи, контролює вирішення порушених у них питань, здійснює протокольне забезпечення офіційних заходів за участю Прем'єр-міністра України;
2. бере участь у підготовці проектів актів законодавства з питань, що ініціюються Прем'єр-міністром України, та проводить аналіз інших документів, що підписуються Прем'єр-міністром України, на відповідність проголошеній політиці Кабінету Міністрів України;
3. забезпечує листування Прем'єр-міністра України з вищими посадовими особами іноземних держав і міжнародних організацій;
4. забезпечує формування та підтримання політичного іміджу Прем'єр-міністра України;
5. забезпечує підготовку поточних і довгострокових робочих планів Прем'єр-міністра України, проведення нарад і зустрічей, здійснення закордонних візитів та поїздок по країні, організовує, координує підготовку матеріалів для Прем'єр-міністра України до нарад, зустрічей, оформляє за результатами таких нарад і зустрічей відповідні протоколи та готує листи;
6. виконує інші функції відповідно до доручень Прем'єр-міністра України.

## Чисельність
3 січня 2013 р. Кабінетом Міністрів України була прийнята постанова, що затверджує граничну чисельність працівників Апарату Прем'єр-міністра України у кількості 34 осіб. 